# Conferência Episcopal Peruana
A Conferência Episcopal Peruana é uma organização da Igreja Católica no Peru que reúne os bispos daquele país, com o objetivo de facilitar e promover o trabalho pastoral, tornando-o mais eficaz.
Ela também expressa opiniões, como representante do clero católico em nível nacional, sobre questões que, devido à sua importância social ou econômica, impactam os fiéis católicos no Peru.

## Constituição
A Conferência Episcopal Peruana (CEP) é composta pelos seguintes órgãos:
- Assembleia Plenária

Todos os bispos do Peru são membros da Assembleia Plenária, e os bispos eméritos e o núncio apostólico participam como convidados.
- Comissão Permanente
- Comissão Executiva
- Secretaria Geral Arquivado em 19 de dezembro de  2008, no Wayback Machine.
- Campanha de Solidariedade

## Comissões episcopais
- Catequese e Pastoral Bíblica
- Cultura e Educação
- Clero, Seminários e Vocações
- Família, Crianças e Vida
- Mídia
- Liturgia
- Comissão Episcopal para a Ação Social
- Doutrina da Fé
- Leigos e Jovens
- Missões e Pastoral Indígena
- Vida Consagrada
- Centro de Escuta

## Presidentes
- Cardeal Juan Gualberto Guevara (1946-1954)
- Cardeal Juan Landázuri Ricketts O.F.M. (1955-1988)
- Ricardo Durand Flórez S.J. (1988-1991)
- José Dammert Bellido SS.CC. (1992-1995)
- Cardeal Augusto Vargas Alzamora S.J. (1995-1998)
- Luis Armando Bambarén Gastelumendi S.J. (1999-2002)
- José Hugo Garaycoa Hawkins (2003-2005)
- Héctor Miguel Cabrejos Vidarte O.F.M. (2006-2011)
- Salvador Piñeiro García-Calderón (2012-2018)
- Héctor Miguel Cabrejos Vidarte O.F.M. (2018-2025)
- Carlos Enrique García Camader (2025-atualmente)